# Phaecasiophora kurokoi
Phaecasiophora kurokoi es una especie de polilla perteneciente al género Phaecasiophora, categorizada en la tribu Olethreutini, de la subfamilia Olethreutinae.

## Distribución
Se distribuye por Asia: en Tailandia, en la provincia de Nakhon Nayok.

## Taxonomía
Fue descrita por Kawabe en 1989. La especie se encuentra registrada y publicada en Microlepid. Thailand 2: 32.